# Saint-Laurent-sur-Othain
Saint-Laurent-sur-Othain é uma comuna francesa na região administrativa de Grande Leste, no departamento de Meuse. Estende-se por uma área de 17,14 km². Em 2010 a comuna tinha 505 habitantes (densidade: 29,5 hab./km²).